# Longwood Lancers

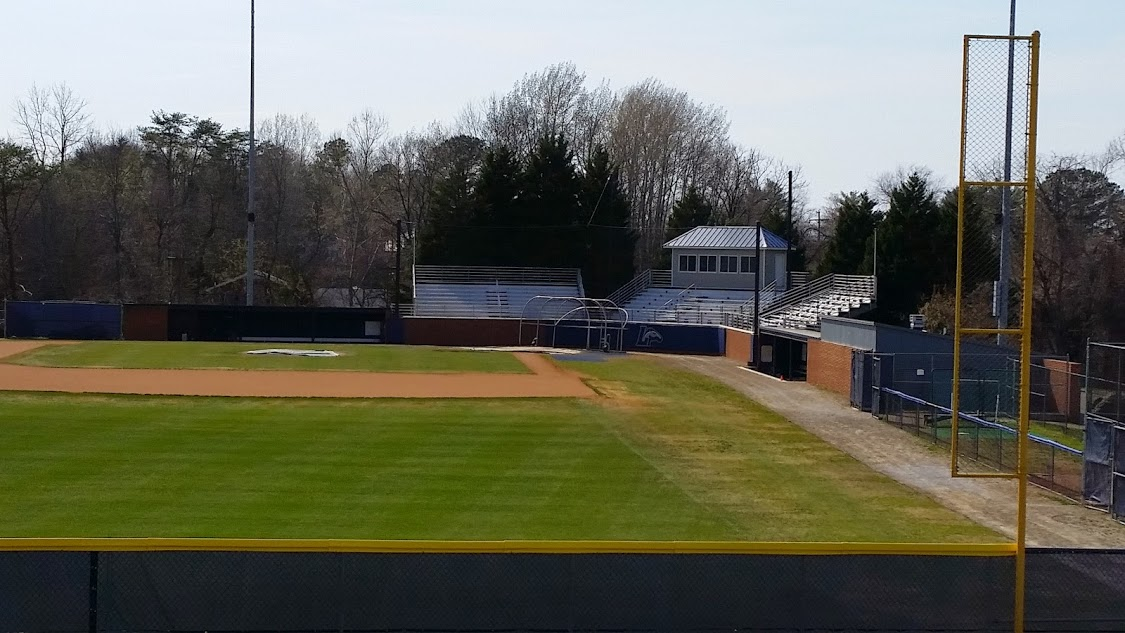
Bolding Stadium.

Longwood Lancers (en español, Lanceros de Longwood), es la denominación de los equipos deportivos de la Universidad de Longwood, institución académica ubicada en Farmville, Virginia. Los Lancers participan en las competiciones universitarias organizadas por la NCAA, y forman parte de la Big South Conference desde 2012 en todos los deportes menos en hockey sobre hierba, que lo hacen en la Mid-American Conference.

## Afiliaciones a conferencias
- 1976–77 a 1979–80: División III de la NCAA (independiente)
- 1980–81 a 1994–95: División II de la NCAA (independiente)
- 1995–96 a 2002–03: Carolinas–Virginia Athletic Conference
- 2003–04: División II de la NCAA (independiente)
- 2004–05 a 2011–12: División I de la NCAA (independiente)
- 2012–13 al presente: Big South Conference

## Programa deportivo
Los Lancers compiten en 6 deportes masculinos y en 8 femeninos:
| Masculino: - Baloncesto - Fútbol - Béisbol - Tenis - Golf - Campo a través | Femenino: - Baloncesto - Lacrosse - Golf - Tenis - Campo a través - Softball - Fútbol - Hockey sobre hierba |

## Instalaciones deportivas
- Willett Hall es donde disputan sus partidos los equipos de baloncesto. Fue inaugurado en 1980 y tiene una capacidad para 1.807 espectadores, tras la remodelación sufrida en 2007.[1]
- Bolding Stadium, es donde disputa sus encuentros el equipo de béisbol. Fue inaugurado en 1993 y renovado completamente en 2008. Tiene una capacidad para 500 espectadores.[2]